# Simona Senoner
Simona Senoner (Bolzano, 13 giugno 1993 – Friburgo in Brisgovia, 7 gennaio 2011) è stata una saltatrice con gli sci italiana.

## Biografia
Originaria di Santa Cristina Valgardena, era nipote dell'ex sciatore alpino Peter Runggaldier. Si dedicò alla pratica sportiva fin da giovanissima, tesserandosi nel 2004 per lo Sci Club Gardena; inizialmente praticò lo sci di fondo, che poi progressivamente abbandonò dopo che nel 2005 l'allenatore Romed Moroder l'ebbe avviata al salto con gli sci, il cui movimento femminile era nato tre anni prima.
Nel gennaio 2006 debuttò in Coppa Continentale (il massimo circuito di gara del salto femminile prima dell'istituzione della Coppa del Mondo), piazzandosi 35^ nella tappa di Dobbiaco. Nella stagione successiva prese parte a tre tappe di Coppa Continentale, ottenendo come miglior risultato un 34º posto sempre a Dobbiaco. Non raccolse punti ai fini della classifica iridata.
Entrata stabilmente a far parte della squadra nazionale B nel 2008, in quella stagione colse come miglior risultato in Coppa Continentale un 31º posto a Breitenberg; anche in questo caso non raccolse punti. Prese poi parte ai mondiali juniores di Zakopane, che chiuse in 10ª posizione. Sempre nel 2008 si piazzò quinta ai campionati italiani di Predazzo e quarta ai campionati giovanili di Pragelato. Ai campionati italiani 2009 di Predazzo chiuse al quarto posto.
L'annata 2008-2009 vide la Senoner raccogliere i suoi primi punti in Coppa Continentale: a fine stagione furono 44, valevoli per il 50º posto in classifica generale. Il risultato migliore in gara fu un 15º posto nella tappa di Dobbiaco. Terminò poi al quinto posto i campionati assoluti in quel di Predazzo, bissando il risultato anche nella stagione seguente, nella quale riuscì a ottenere solo 2 punti in Coppa Continentale: il miglior risultato fu un 23º posto a Oberwiesenthal. Ai mondiali juniores 2010 di Hinterzarten, vinti dalla compagna di squadra Elena Runggaldier, si piazzò 32ª. Nello stesso anno vinse la medaglia di bronzo e si piazzò quarta nei due campionati italiani juniores tenutisi a Gallio.
Nella stagione 2010-2011 la Senoner ottenne come miglior piazzamento in Coppa Continentale un 31º posto a Liberec: alla fine dell'anno solare 2010 non aveva ancora ottenuto punti.

### La morte

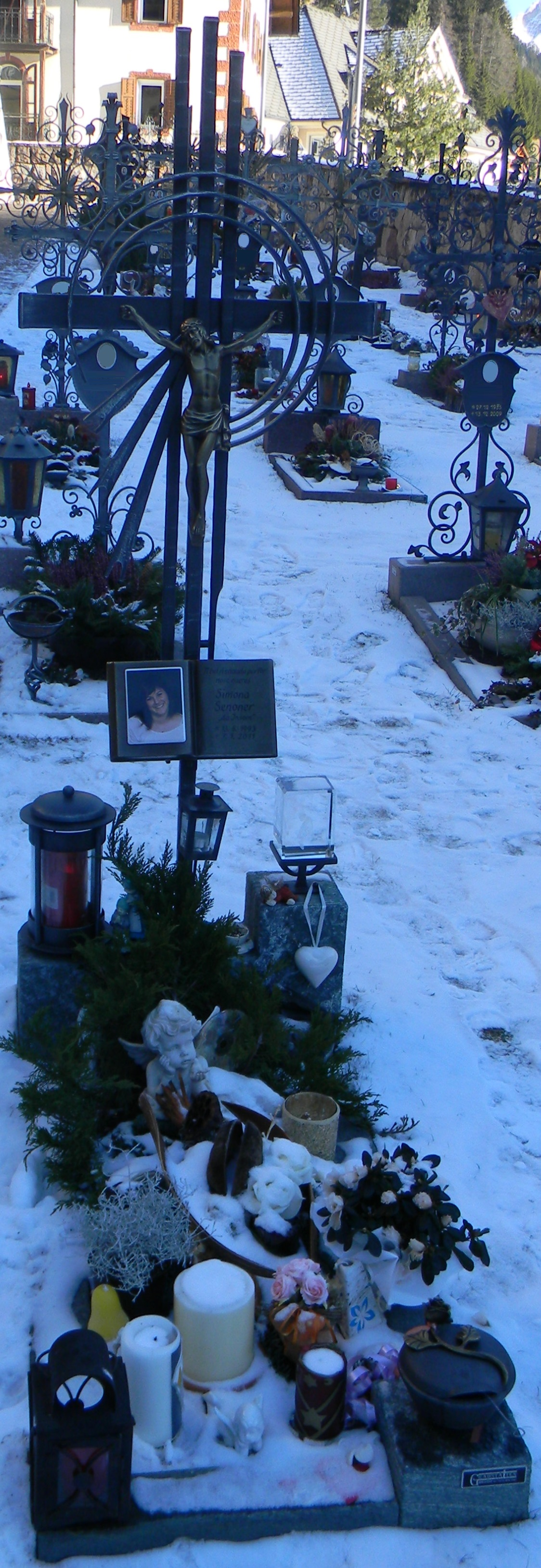
La tomba di Simona Senoner, nel cimitero di Santa Cristina.

Ai primi di gennaio 2011 la Coppa Continentale femminile fece tappa a Schonach im Schwarzwald. La Senoner, convocata per la competizione, una volta giunta sul posto iniziò ad accusare febbre e malesseri, che furono interpretati come indicativi di un lieve stato influenzale. La mattina del 6 gennaio fu trovata esanime nella sua camera d'albergo a Furtwangen; soccorsa da tecnici e compagne di squadra, venne trasferita all'Universitätsklinik di Friburgo in Brisgovia, dove arrivò già in coma; l'indomani, alle ore 18:00, ne venne dichiarata la morte.
Le autorità tedesche disposero che sul corpo fosse condotta l'autopsia, la quale accertò come causa del decesso una grave infezione virale (nello specifico diverse fonti parlarono di meningite, ipotesi che venne successivamente smentita dai medici) di origine naturale.
I funerali furono celebrati il 12 gennaio seguente, nella chiesa parrocchiale di Santa Cristina Valgardena, alla presenza delle massime autorità della Federazione italiana sport invernali e con una larga partecipazione di pubblico. La salma fu poi inumata nel cimitero contiguo alla chiesa.

## Palmarès

### Coppa Continentale
- Miglior piazzamento in classifica generale: 50ª nel 2009

### Campionati italiani juniores
- 1 medaglia[2]:
  - 1 bronzo (trampolino normale) nel 2010

## Riconoscimenti postumi
A Simona Senoner è intitolato il trampolino principale del centro I sauc (in lingua ladina "i salti") del Monte Pana, nel suo comune d'origine.